# Kris Boyd
Kris Boyd (* 18. August 1983 in Irvine, North Ayrshire) ist ein ehemaliger schottischer Fußballspieler.

## Karriere

### Verein
Boyd startete seine Profi-Karriere beim FC Kilmarnock. Am letzten Spieltag der Saison 2000/01 in der Scottish Premier League gab er sein Pflichtspieldebüt gegen Celtic Glasgow. In der folgenden Saison erkämpfte er sich einen Stammplatz und erhielt 2003 den Preis als Kilmarnock Young Player of the Year.
Im September 2005 erzielte Boyd im Spiel gegen Dundee United alle fünf Tore beim 5:2-Sieg und durch diesen Rekord in der Scottish Premier League wurden englische Vereine auf ihn aufmerksam. Jedoch wurden die Angebote von Cardiff City und Sheffield Wednesday abgelehnt und Boyd blieb bei Kilmarnock.
Zum 1. Januar 2006 wechselte er zu den Glasgow Rangers. Beim Wechsel verzichtete er ungewöhnlicherweise auf die Hälfte der 40.000 Pfund, die ihm der FC Kilmarnock als Jugendspielerprämie zu zahlen hatte. In seinem ersten Spiel für den neuen Verein, einem Pokalspiel im Scottish FA Cup gegen den FC Peterhead, gelang ihm ein Hattrick. Insgesamt gelangen ihm in den 17 Ligaspielen der zweiten Saisonhälfte 20 Treffer. Da ihm vorher 17 Tore für Kilmarnock gelangen, wurde Boyd mit insgesamt 37 Torschützenkönig, der erste Spieler, dem dies mit zwei Vereinen gelang.
Auch in den folgenden Spielzeiten zählte Boyd zu den Top-Torjägern der Liga. In der Saison 2008/2009 sicherte sich der Rangers-Stürmer mit 27 Toren in 35 Spielen (Quote: 0,77 Tore/Spiel) erneut den Titel des Torschützenkönigs.
Am 30. Dezember 2009 schoss Boyd zum zweiten Mal fünf Tore in einem Spiel gegen Dundee United (Endstand 7:1 für die Rangers).
In der Saison 2009/2010 wurde Boyd mit 26 Toren Torschützenkönig der Liga. Am 28. Mai 2010 gaben die Rangers bekannt, dass er seinen auslaufenden Vertrag nicht verlängern wird.
Am 5. Juli 2010 unterschrieb er beim englischen Zweitligisten FC Middlesbrough. Im Laufe der Saison wechselte er am 8. März 2011 auf Leihbasis zum ebenfalls in der Football League Championship 2010/11 startenden Ligarivalen Nottingham Forest und erzielte bis Saisonende in zehn Ligaspielen sechs Tore.
Ab der Saison 2011/12 spielte Boyd für den türkischen Erstligisten Eskişehirspor. Er unterschrieb am 8. Juli 2011 einen Dreijahresvertrag. Dieser wurde von Boyd am 19. Dezember 2011 beendet, da er nach eigenen Aussagen nie bezahlt wurde. Insgesamt stand er nur 76 Minuten für Eskişehirspor auf dem Platz.
Nachdem er am 23. Januar 2012 ein Angebot von Houston Dynamo ablehnte, wechselte er am 30. Januar zu den Portland Timbers in die Major League Soccer. Houston hielt bis dato immer noch die Rechte innerhalb der MLS mit ihm zu verhandeln, als Ausgleich bekamen die Texaner einen first-round pick beim MLS SuperDraft 2013. Von 2013 bis 2014 stand er wieder in Schottland unter Vertrag, als er in der Rückrunde der Saison 2012/13 beim FC Kilmarnock unterschrieben hatte und in acht Spielen drei Treffer erzielen konnte. In der folgenden Spielzeit wurde er im Trikot von Killie mit 22 Treffern zusammen mit John Sutton zweiter in der Torschützenliste hinter Kris Commons von Meister Celtic Glasgow.
Im Juni 2014 wechselte er zu den Glasgow Rangers, für die er bereits von 2006 bis 2010 gespielt hatte. Bereits nach einer Saison, in der der Aufstieg in die Scottish Premiership verpasst wurde, wechselte Boyd zurück zum FC Kilmarnock.

### Nationalmannschaft
Am 11. Mai 2006 gab Boyd sein Debüt in der schottischen Nationalelf gegen Bulgarien. Beim 5:1-Sieg gelangen ihm zwei Tore.
Am 11. Oktober 2008 gab Kris Boyd bekannt, dass er keine Länderspiele mehr unter dem Trainer der schottischen Nationalmannschaft, George Burley, machen wird.
Seine Entscheidung fiel nach dem WM-Qualifikationsspiel gegen Norwegen. Er wurde auf die Ersatzbank gesetzt und stattdessen spielte Neuling Chris Iwelumo. Nach dem Spiel erklärte der Trainer, dass Boyd nicht genug Leistung bei den Rangers gezeigt habe. Nachdem Boyd diese Bemerkung gehört hatte, kontaktierte er Burley und Gordon Smith, den Chief Executive der Scottish Football Association und erklärte den beiden seinen Rücktritt von der Nationalelf. Auf einer Pressekonferenz deutete Burley an, dass die Tür zur Nationalmannschaft nicht ganz geschlossen ist für Boyd. Es wäre seine Entscheidung, aber er könne jederzeit zurückkommen.
Nachdem Burley entlassen wurde und Craig Levein das Amt des Trainers der Nationalmannschaft übernommen hatte, gab Boyd bekannt, wieder für Schottland spielen zu wollen. Er wurde am 22. Februar 2010 in den Kader für das Freundschaftsspiel gegen Tschechien am 3. März berufen und wurde in der zweiten Halbzeit eingewechselt.